# Kamen Rider (serie televisiva 1979)
Kamen Rider (仮面ライダー Kamen Raidā) è una serie televisiva tokusatsu e la sesta della serie di Kamen Rider. Avendo lo stesso nome della prima serie del franchise, viene solitamente chiamata Atarashī Kamen Rider (新しい仮面ライダー?, Atarashī Kamen Raidā) o Skyrider (スカイライダー?, Sukairaidā), dal nome del protagonista, per distinguerla dalla serie originale.
La serie è stata trasmessa su MBS dal 5 ottobre 1979 al 10 ottobre 1980, per un totale di 54 episodi. La serie venne co-prodotta dalla Toei e dalla Ishimori Productions e ideata da Shōtarō Ishinomori.
La serie era stata inizialmente pensata come un revival dell'originale Kamen Rider, che risale ai temi essenziali di base stabilite in quella serie, in contrasto con serie più complesse che l'hanno preceduta, come Kamen Rider Amazon e Kamen Rider Stronger.

## Storia
Durante un picnic con i suoi amici, Hiroshi Tsukuba vede il Professor Keitaro Shido venire inseguito da uomini in calzamaglia mentre stava volando con il deltaplano e venne in suo soccorso. Subito dopo, Hiroshi scopre che i suoi amici sono stati uccisi prima di essere avvicinato da una ragazza di nome Midori Kano, che lo porta dal Prof. Shido che gli parla dell'organizzazione terroristica Neo-Shocker. Dopo aver scoperto il maldestro fotografo Imata Tonda curiosare vicino al suo rifugio, Hiroshi scopre che Shido è stato rapito da Chamaleonjin, il mostro che ha assassinato i suoi amici. Ma quando l'inseguimento finisce con Hiroshi rimasto ferito mortalmente, Shido convince il Generale Monster, che si è accorto del potenziale del ragazzo, di farlo diventare un cyborg per salvargli la vita. Successivamente, Hiroshi si risveglia all'interno della base di Neo-Shocker e scopre la sua nuova natura quando si trasforma accidentalmente in Skyrider. Con i suoi nuovi poteri, Skyrider sconfigge Chamaleonjin e accetta il suo nuovo corpo per combattere l'organizzazione. Per mantenersi in incognito durante le sue indagini su Neo-Shocker, Hiroshi fonda insieme a Shido il Shido Hang Glide Club.
A un certo punto, Shido decise di trasferirsi all'estero per unirsi a un gruppo anti-Neo-Shocker ma ha fatto in modo che Hiroshi venisse aiutato dal vecchio amico Genjiro Tani, che è stato anche il vecchio maestro di Hiroshi. Nei primi episodi, l'eroe era semplicemente conosciuto come Kamen Rider ma i sette Rider precedenti gli diedero il nome di Skyrider per la sua abilità di volare. Da allora, Skyrider venne accompagnato per il resto della serie dal buffo supereroe dilettante Gan Gan G. Nel finale, Skyrider e gli altri sette Kamen Rider combatterono contro il Grande Capo della Neo-Shocker che sconfissero a fatica.

## Personaggi
- Hiroshi Tsukuba/Skyrider (筑波 洋／仮面ライダー（スカイライダー） Tsukuba Hiroshi/Sukairaidā): È un giovane con la passione per il volo in deltaplano e ha studiato Karate. Perse i suoi genitori e la sorella in un incidente d'auto.
- Keitaro Shido(志度 敬太郎 Shido Keitarō): Uno scienziato inseguito da Neo-Shocker, responsabile della trasformazione di Hiroshi in Skyrider. Ha fondato insieme a Hiroshi il Shido Hang Glide Club. Ha successivamente lasciato il Giappone per unirsi a un gruppo che combatte Neo-Shocker.
- Michi Sugimura(杉村 ミチ Sugimura Michi): Un membro del Club.
- Yumi Nozaki(野崎 ユミ Nozaki Yumi): Un altro membro del Club di Shido.
- Imata Tonda (飛田 今太 Tonda Imata):Un fotoreporter imbranato che segue Skyrider sperando di avere una buona storia. Solitamente perde i sensi quando si trova di fronte un mostro di Neo-Shocker.
- Genjiro Tani (谷 源次郎 Tani Genjirō): Un amico di Shido e mentore di Hiroshi. Gestisce il Blanca Coffee Shop che serve come base di Skyrider.
- Kanji Yada/Gan Gan G(矢田 勘次／がんがんじい Yada Kanji/Gan Gan Jī): Un ammiratore di Skyrider che si improvvisa in un supereroe in armatura dall'aspetto trasandato.

## Caratteristiche di Skyrider
Come Kamen Rider Ichigo, Kamen Rider Nigo e Kamen Rider V3,Skyrider è un cyborg alimentato dal vento. All'inizio Hiroshi pronunciava solo Henshin (変身,Trasformazione) per trasformarsi ma dopo aver assunto il nome di Skyrider,ha iniziato a dire Sky Henshin(スカイ変身 Sukai Henshin). Skyrider è l'unico Kamen Rider che può volare, grazie al potere Sailing Jump. È anche equipaggiato con i D Eyes e il Belt Ear che amplificano la sua vista e l'udito. La sua moto si chiama Sky Turbo (トルネード Torunēdo) e la sua Henshin Belt si chiama Tornado.
Mosse Speciali
- Sky Kick (スカイキック Sukai Kikku?): His signature attack.
- Big Revolving Sky Kick (大回転スカイキック Dai Kaiten Sukai Kikku?)
- Big Return Sky Kick (大反転スカイキック Dai Hanten Sukai Kikku?)
- Sky Screw Kick (スカイスクリューキック Sukai Sukuryū Kikku?)
- Sky Flying Saucer (スカイフライングソーサー Sukai Furaingu Sōsā?)
- Sky Double Kick (スカイダブルキック Sukai Daburu Kikku?)
- Sky Big Circle Kick (スカイ大旋回キック Sukai Dai Senkai Kikku?)
- Sky Punch (スカイパンチ Sukai Panchi?)
- Sky Chop (スカイチョップ Sukai Choppu?)
- Cross Chop (クロスチョップ Kurosu Choppu?)
- Horizontal Spin Chop (水平回転チョップ Suihei Kaiten Choppu?)
- Centrifugal Throw (遠心投げ Enshin Nage?)
- Pinwheel Three-step Throw (風車三段投げ Fūsha Sandan Nage?)
- Bamboo-copter Shoot (竹とんぼシュート Taketonbo Shūto?)
- Rock Drop (岩石落し Ganseki Otoshi?)
- Three-point Drop (三点ドロップ Santen Doroppu?)
- Finishing Mid-air Lightning Drop (必殺空中稲妻落とし Hissatsu Kūchū Inazuma Otoshi?)
- Rider Moonsault (ライダームーンサルト Raidā Mūnsaruto?)
- Sky Arms Drop (スカイアームスドロップ Sukai Āmusu Doroppu?)
- Sky Back Drop (スカイバックドロップ Sukai Bakku Doroppu?)
- Fūjin Hell Drop (風神地獄落とし Fūjin Jigoku Otoshi?)
- Sky Running Strom (スカイランニングストーム Sky Ranningu Sutōmu?)
- Rider Typhoon Head Drop (ライダータイフーン脳天落とし Raiā Taifūn Nōten Otoshi?)
- Pile Drop (パイルドロップ Pairu Doroppu)

Rider Octopus Hold (ライダー卍固め Raidā Manji Gatame)
- Sky Drill (スカイドリル Sukai Doriru)
- Psychokinesis Reversal Rider Spin (念力返しライダースピン Nenriki Gaeshi Raidā Supin)
- Spear Walk Heat Shimmer Technique (槍渡り陽炎の術 Yari Watari Kagerō no Jutsu)
- Finishing Steppingstone Crash (必殺飛び石砕き Hissatsu Tobiishi Kudaki)

## Lista episodi
| nº | Titolo internazionale                                                                          | Titolo originale | Prima TV Giappone |
| -- | ---------------------------------------------------------------------------------------------- | --- | ----------------- |
| 1  | An Cyborg Flies in the Sky                                                                     | 改造人間大空を翔ぶ - Kaizō Ningen Ōzora o Tobu?                                                                          | 5 ottobre 1979    |
| 2  | Bizarre! Kumojin                                                                               | 怪奇！クモンジン - Kaiki! Kumonjin                                                                                       |                   |
| 3  | It's Courage! The Fear of the Bat Flute                                                        | 勇気だ！コウモリ笛の恐怖 - Yūki da! Kōmori-bue no Kyōfu                                                                  |                   |
| 4  | Two Cyborgs, the Angry Rider Break                                                             | ２つの改造人間 怒りのライダーブレイク - Futatsu no Kaizō Ningen Ikari no Raidā Bureiku                                   |                   |
| 5  | Fly, Ride on a Girl's Dreams                                                                   | 翔べ 少女の夢をのせて - Tobe Shōjo no Yume o Nosete                                                                      |                   |
| 6  | Kinokojin! The Devil's Hands are Cold                                                          | キノコジン！悪魔の手は冷たい - Kinokojin! Akuma no Te wa Tsumetai                                                        |                   |
| 7  | Kamagirijin! The Dreadful Ceremony                                                             | カマギリジン！恐怖の儀式 - Kamagirijin! Kyōfu no Gishiki                                                                 |                   |
| 8  | Mukadenjin's Trap! The Mysterious Operating Room                                               | ムカデンジンの罠！謎の手術室 - Mukadenjin no Wana! Nazo no Shujutsushitsu                                                |                   |
| 9  | Cobranjin's Murder Army                                                                        | コブランジンの殺人軍団 - Koburanjin no Satsujin Gundan                                                                   |                   |
| 10 | Seen! Kaningerjin's Secret                                                                     | 見た！カニンガージンの秘密 - Mita! Kaningājin no Himitsu                                                                 |                   |
| 11 | Sanshojin! Escape from Hell Valley                                                             | サンショウジン！地獄谷の脱出 - Sanshōjin! Jigokudani no Dasshutsu                                                        |                   |
| 12 | Dark Santa Claus; Ah, Transformation Impossible                                                | 暗闇のサンタクロースああ変身不可能 - Kurayami no Santa Kurōsu Aa Henshin Fukanō                                          |                   |
| 13 | Arijigokujin, Tokyo Explodes Before 3:00                                                       | アリジゴクジン東京爆発３時間前 - Arijigokujin Tōkyō Bakuhatsu Sanjikan-mae                                               |                   |
| 14 | Haejigokujin, Kamen Rider Close Call                                                           | ハエジゴクジン仮面ライダー危機一髪 - Haejigokujin Kamen Raidā Kikiippatsu                                                |                   |
| 15 | Dreadful Aokabijin's Big Tokyo Earthquake                                                      | 恐怖のアオカビジンの東京大地震 - Kyōfu no Aokabijin no Tōkyō Dai Jishin                                                  |                   |
| 16 | The Immortal Gokiburijin, What is the True Identity of General Monster?                        | 不死身のゴキブリジンＧ(ゼネラル)モンスターの正体は？ - Fujimi no Gokiburijin Zeneraru Monsutā no Shōtai wa?              |                   |
| 17 | You Did It! The End of General Monster                                                         | やったぞ！Ｇ(ゼネラル)モンスターの最後 - Yatta zo! Zeneraru Monsutā no Saigo                                             |                   |
| 18 | Admiral Majin's Great Electric Hell Operation                                                  | 魔神提督の電気ジゴク大作戦 - Majin Teitoku no Denki Jigoku Dai Sakusen                                                   |                   |
| 19 | Cover Your Ears Too! Okamijin's Murderous Cry                                                  | 君も耳をふさげ！オオカミジン殺しの叫び - Kimi mo Mimi o Fusage! Ōkamijin Koroshi no Sakebi                               |                   |
| 20 | Two Kamen Riders, Who is Another?                                                              | ２人の仮面ライダーもう１人はだれだ？ - Futari no Kamen Raidā Mō Hitori wa Dare da?                                       |                   |
| 21 | Enter Stronger; Two Riders vs. Two Formidable Monsters                                         | ストロンガー登場２人ライダー対強敵２怪人 Sutorongā Tōjō Futari Raidā Tai Kyōteki Ni Kaijin                               |                   |
| 22 | Kogoensky Froze Tokyo 5 Seconds Ago                                                            | コゴエンスキー東京冷凍５秒前 - Kogoensukī Tōkyō Reitō Gobyō-mae                                                          |                   |
| 23 | Monster Flying Squirrel Brothers and Two Riders                                                | 怪人ムササビ兄弟と２人のライダー - Kaijin Musasabi Kyōdai to Futari no Raidā                                             |                   |
| 24 | Madarakajin, Fear of Poison Gas                                                                | マダラカジン毒ガスの恐怖 - Madarakajin Dokugasu no Kyōfu                                                                 |                   |
| 25 | Heavy! Heavy! The 50-ton Baby                                                                  | 重いぞ！重いぞ！５０トンの赤ちゃん - Omoi zo! Omoi zo! Gojutton no Akachan                                               |                   |
| 26 | Three Riders vs. Neoshocker's School Fortress                                                  | ３人ライダー対ネオショッカーの学校要塞 - San'nin Raidā Tai Neo Shokkā no Gakkō Yōsai                                     |                   |
| 27 | Tank and Kaijin the Second Generation Corps, Full Force of Eight Riders                        | 戦車と怪人Ⅱ世部隊 ８人ライダー勢ぞろい - Sensha to Kaijin Nisei Butai Hachi'nin Raidā Seizoroi                           |                   |
| 28 | Eight Riders' Great Training of Friendship                                                     | ８人ライダー友情の大特訓 - Hachi'nin Raidā Yūjō no Dai Tokkun                                                            |                   |
| 29 | First Appearance! Powered Skyrider's Finishing Move                                            | 初公開！強化スカイライダーの必殺技 - Hatsu Kōkai! Kyōka Sukairaidā no Hissatsu-waza                                      |                   |
| 30 | He Eats Dreams? The Strange Boy Who Came From the Amazon                                       | 夢を食べる？アマゾンから来た不思議な少年 - Yume o Taberu? Amazon kara Kita Fushigi na Shōnen                             |                   |
| 31 | Run, X-Rider! Hiroshi Tsukuba! Don't Die!!                                                     | 走れＸライダー！筑波洋よ死ぬな！！ - Hashire Ekkusu Raidā! Tsukuba Hiroshi yo Shinu na!!                                 |                   |
| 32 | Thank You, Keisuke Jin! Leave the Final Blow to Me!!                                           | ありがとう神敬介！とどめは俺にまかせろ！！ - Arigatō Jin Keisuke! Todome wa Ore ni Makasero!!                            |                   |
| 33 | Hello! Riderman, be Careful of Nezura Man                                                      | ハロー! ライダーマンネズラ毒に気をつけろ!! - Harō! Raidāman Nezura Doku ni Ki o Tsukero!!                                |                   |
| 34 | Danger, Skyrider! He's Come! Shirō Kazami!!                                                    | 危うしスカイライダー！やって来たぞ風見志郎！！ - Ayaushi Sukairaidā! Yattekita zo Kazami Shirō!!                         |                   |
| 35 | Kazami Senpai! I'll Get the Tako Gang!!                                                        | 風見先輩！タコギャングはオレがやる！！ - Kazami-senpai! Tako Gyangu wa Ore ga Yaru!!                                     |                   |
| 36 | Hurry, Hayato Ichimonji! Save the People Caught in Trees!!                                     | 急げ、一文字隼人！樹にされる人々を救え！！ - Isoge, Ichimonji Hayato! Ki ni Sareru Hitobito o Sukue!!                    |                   |
| 37 | The Mystery of Hyakki Village! Is Hiroshi also Caught in a Tree?                               | 百鬼村の怪！洋も樹にされるのか？ - Hyakki-mura no Kai! Hiroshi mo Ki ni Sareru no ka?                                    |                   |
| 38 | Please, Shigeru Jō! There's the Ari Commando Training School With a Million Yen Monthly Salary | 来たれ、城茂！月給百万円のアリコマンド養成所 - Kitare, Jō Shigeru! Gekkyū Hyakuman'en no Ari Komando Yōseijo             |                   |
| 39 | Help! Two Riders!! Mother Becomes a Demon                                                      | 助けて！２人のライダー！！母ちゃんが鬼になる - Tasukete! Futari no Raidā!! Kāchan ga Oni ni Naru                         |                   |
| 40 | Chase, Hayato! The Kappa's Bowl Flies Through the Sky                                          | 追え隼人！カッパの皿が空をとぶ - Oe Hayato! Kappa no Sara ga Sora o Tobu                                                 |                   |
| 41 | Ghost Story Series - The Secret of the Phantom Building                                        | 怪談シリーズ・幽霊ビルのひみつ - Kaidan Shirīzu - Yūrei Biru no Himitsu                                                  |                   |
| 42 | Ghost Story Series - Zombie! The Monster is Revived                                            | 怪談シリーズ・ゾンビー！お化けが生きかえる - Kaidan Shirīzu - Zonbī! Obake ga Ikikaeru                                   |                   |
| 43 | Ghost Story Series - Hōichi the Earless's 999 Ears                                             | 怪談シリーズ・耳なし芳一９９９の耳 - Kaidan Shirīzu - Miminashi Hōichi Kyūhyakukyūjūkyū no Mimi                          |                   |
| 44 | Ghost Story Series - The Werecat Wants Children's Blood!                                       | 怪談シリーズ・呪いの化け猫 子供の血が欲しい！ - Kaidan Shirīzu - Noroi no Bakeneko Kodomo no Chi ga Hoshii!              |                   |
| 45 | Ghost Story Series - The Snake Woman Curses Hiroshi Tsukuba!                                   | 怪談シリーズ・蛇女が筑波洋を呪う！ - Kaidan Shirīzu - Hebi On'na ga Tsukuba Hiroshi o Norou!                             |                   |
| 46 | Ghost Story Series - The Breakable Human! Fear of the Mirror's Center                          | 怪談シリーズ・くだける人間！鏡の中の恐怖 - Kaidan Shirīzu - Kudakeru Ningen! Kagami no Naka no Kyōfu                     |                   |
| 47 | Skyrider's Greatest Weakness! Attack the 0.5 Second Blind Spot                                 | スカイライダー最大の弱点！０．５秒の死角をつけ - Sukairaidā Saidai no Jakuten! Rētengobyō no Shikaku o Tsuke             |                   |
| 48 | Four Skyriders, Who is the Real One?                                                           | ４人のスカイライダー本物はだれだ？ - Yo'nin no Sukairaidā Honmono wa Dare da?                                            |                   |
| 49 | Rocket Launch! Hiroshi Tsukuba Goes to the Space Graveyard                                     | ロケット発射！筑波洋を宇宙の墓場へ - Roketto Hassha! Tsukuba Hiroshi o Uchū no Hakaba e                                  |                   |
| 50 | You, Also Enlist in the Ari Commando Boys' Squad!?                                             | 君もアリコマンド少年隊に入隊せよ！？- Kimi mo Ari Komando Shōnen-tai ni Nyūtai seyo!?                                    |                   |
| 51 | Neoshocker Red & White, Great Decisive Battle of Death                                         | ネオショッカー紅白死の大決戦 - Neo Shokkā Kōhaku Shi no Dai Kessen                                                       |                   |
| 52 | Hiroshi's Father Had Lived! As Altered Human FX777?                                            | 洋の父が生きていた！改造人間ＦＸ７７７とは？ - Hiroshi no Chichi ga Ikite Ita! Kaizō Ningen Efu Ekkusu Surī Sebun to wa? |                   |
| 53 | The End of Admiral Majin! And the Great Leader's True Identity?                                | 魔神提督の最後！そして大首領の正体は？ - Majin Teitoku no Saigo! Soshite Dai Shuryō no Shōtai wa?                        |                   |
| 54 | Farewell, Hiroshi Tsukuba! Eight Heroes Forever....                                            | さらば筑波洋！８人の勇士よ永遠に・・・・ - Saraba Tsukuba Hiroshi! Hachi'nin no Yūshi yo Eien ni....                     | 10 ottobre 1980   |

## Cast
- Hiroshi Tsukuba (筑波 洋?, Tsukuba Hiroshi) - Hiroaki Murakami (村上 弘明?, Murakami Hiroaki)
- Midori Kanō (叶 みどり?, Kanō Midori) - Kimiko Tanaka (田中 功子?, Tanaka Kimiko)
- Michi Sugimura (杉村 ミチ?, Sugimura Michi) - Naoko Fushimi (伏見 尚子?, Fushimi Naoko)
- Yumi Nozaki (野崎 ユミ?, Nozaki Yumi) - Kaori Tatsumi (巽 かおり?, Tatsumi Kaori)
- Imata Tonda (飛田 今太?, Tonda Imata) - Ryūmei Azuma (東 隆明?, Azuma Ryūmei)
- Naoko Itō (伊東 ナオコ?, Itō Naoko) - Mie Suzuki (鈴木 美江?, Suzuki Mie)
- Aki Ozawa (小沢 アキ?, Ozawa Aki) - Sayako Eguchi (江口 燁子?, Eguchi Sayako)
- Numa (沼?, Numa) - Jin Takase (高瀬 仁?, Takase Jin)
- Shigeru Kanō (叶 シゲル?, Kanō Shigeru) - Kōji Shiratori (白鳥 恒視?, Shiratori Kōji)
- Kanji Yada (矢田 勘次?, Yada Kanji) - Tomaru Katsura (桂 都丸?, Katsura Tomaru)
- The Great Leader (大首領?, Daishuryō, Voice) - Gorō Naya (納谷 悟朗?, Naya Gorō)
- General Monster (ゼネラルモンスター?, Zeneraru Monstā) - Shinzō Hotta (堀田 真三?, Hotta Shinzō)
- Admiral Majin (魔人提督?, Majin Teitoku) - Yōsuke Naka (中 庸助?, Naka Yōsuke)
- Keitarō Shido (志度 敬太郎?, Shido Keitarō) - Takashi Tabata (田畑 孝?, Tabata Takashi)
- Genjirō Tani (谷 源次郎?, Tani Genjirō) - Nobuo Tsukamoto (塚本 信夫?, Tsukamoto Nobuo)
- Narrator (ナレーター?, Narētā) - Shinji Nakae (中江 真司?, Nakae Shinji)